# Augusta af Slesvig-Holsten-Sønderborg-Glücksborg
Prinsesse Augusta af Slesvig-Holsten-Sønderborg-Glücksborg (27. juni 1633 – 26. maj 1701) var en dansk-tysk prinsesse af den ældre Glücksburgske slægt. Hun var den første hertuginde af Augustenborg ved ægteskabet med Ernst Günther 1. af Slesvig-Holsten-Sønderborg-Augustenborg, som var den første hertug af Slesvig-Holsten-Sønderborg-Augustenborg og grundlægger af den augustenborgske hertuglinje. Både slottet og byen Augustenborg har fået deres navn efter hende. Det nuværende Augustenborg Slot blev opført i 1776.

## Biografi
Hun var oldebarn af kong Christian 3., og var den tredje datter af Philip af Slesvig-Holsten-Sønderborg-Glücksborg og prinsesse Sophie Hedvig af Sachsen-Lauenburg og søster til Dorothea Sophie af Slesvig-Holsten-Sønderborg-Glücksborg (1636-1689).
Hertug Ernst Günther døde den 18. januar 1689 på Augustenborg Slot. Hans enke overlevede ham til 26. maj 1701 og beholdt efter hans testamente godserne med ret til at disponere over dem efter sin død. Da den ældste søn, Frederik, var faldet ved Slaget ved Steenkerke (1692), og den næstældste Ernst August var blevet katolik, indsatte hun den yngste, Frederik Vilhelm, som enearving. Ernst August skulle kun have en årlig godtgørelse på 500 rigsdaler.
Kort efter gik denne dog igen over til den lutherske tro og udnævntes til guvernør i Sønderborg (1695). Alligevel blev testamentet opretholdt, hvad der førte til en række stridigheder, som dog ikke hindrede Frederik Vilhelm i at tage arven i besiddelse og hævde den for sin slægt. Ernst August døde uden at efterlade sig børn 1731.

## Familie og børn
Den 15. juni 1651 giftede hun sig på Københavns Slot med sin fætter Ernst Günther 1. af Slesvig-Holsten-Sønderborg-Augustenborg (1609-1689), hvorefter kong Frederik 3. tilskødede ham landsbyerne Stavnsbøl og Sebbelev på Als.

### Børn
Augusta og Ernst Günther fik ni børn, hvoraf seks nåede voksenalderen:
| Navn                                                 | Født                                                 | Død                                                  | Bemærkninger                                                                                                   |
| Med Augusta af Slesvig-Holsten-Sønderborg-Glücksborg | Med Augusta af Slesvig-Holsten-Sønderborg-Glücksborg | Med Augusta af Slesvig-Holsten-Sønderborg-Glücksborg | Med Augusta af Slesvig-Holsten-Sønderborg-Glücksborg                                                           |
| ---------------------------------------------------- | ---------------------------------------------------- | ---------------------------------------------------- | --- |
| Frederik                                             | 10. december 1652                                    | 3. august 1692                                       | Gift morganatisk i 1692 med Anna Christine Bereuter, datter af en barber fra Kiel                              |
| Sophie Amalie                                        | 25. august 1654                                      | 7. december 1655                                     | |
| Philip Ernst                                         | 24. oktober 1655                                     | 8. september 1677                                    | |
| Sophie Auguste                                       | 2. februar 1657                                      | 20. juli 1657                                        | |
| Louise Charlotte                                     | 13. april 1658                                       | 2. maj 1740                                          | Gift 1. januar 1685 med Hertug Frederik Ludvig af Slesvig-Holsten-Sønderborg-Beck                              |
| Ernestine Justine                                    | 30. juli 1659                                        | 18. oktober 1662                                     | |
| Ernst August                                         | 3. oktober 1660                                      | 11. maj 1731                                         | Gift 1695 med Grevinde Marie Therese af Velbrück                                                               |
| Dorothea Louise                                      | 11. oktober 1663                                     | 21. april 1721                                       | Abbedisse i Itzehoe Kloster 1683–1721                                                                          |
| dødfødt barn                                         | 18. december 1665                                    | 18. december 1665                                    | |
| Frederik Vilhelm                                     | 18. november 1668                                    | 3. juni 1714                                         | Hertug af Slesvig-Holsten-Sønderborg-Augustenborg 1701–1714 Gift 27. november 1694 med Sophie Amalie Ahlefeldt |

## Titler
- 27. juni 1633 – 15. juni 1651: Hendes Højvelbårenhed prinsesse Augusta af Schleswig-Holstein-Sonderburg-Glücksburg
- 15. juni 1651 – 18. januar 1689: Hendes Højvelbårenhed hertuginden af Schleswig-Holstein-Sonderburg-Augustenburg
- 18. januar 1689 – 26. maj 1701: Hendes Højvelbårenhed enkehertuginde af Schleswig-Holstein-Sonderburg-Augustenburg